# Agathenor
Agathenor (altgriechisch Ἀγαθήνωρ Agathēnōr) war ein Komödiendichter aus Ephesos, der nur inschriftlich bekannt ist. Dieser Inschrift lässt sich entnehmen, dass er zu Beginn des 1. Jahrhunderts vor Christus mit dem Stück Milesia (altgriechisch Μιλησία Milēsia) an den Ludi Romani in Magnesia am Mäander siegte.